# Janelle Commissiong
Janelle Penny Commissiong (Puerto España, Trinidad y Tobago, Indias Occidentales Británicas, 15 de junio de 1953) es una política, modelo y reina de belleza trinitense ganadora de Miss Universo 1977. Se convirtió en la primera trinitense en alzarse en este certamen como la más bella. Además fue la primera reina de raza negra en ser coronada Miss Universo en la ciudad de Santo Domingo en República Dominicana. Mucho después Wendy Fitzwilliam en 1998 sería coronada como la segunda Miss Universo trinitense.

## Biografía
Nacida de padre trinitense y madre venezolana, emigró a los Estados Unidos a la edad de 13 años para volver después de 12 años a su país natal. En Nueva York, Estados Unidos estudió modelaje en el Fashion Institute of Technology, para retornar en 1976 a Puerto España. En ese momento, la elegida Miss Trinidad y Tobago, Margaret Elizabeth McFarlane, ganó el título Miss Simpatía. El año próximo, Janelle Commissiong había sido seleccionada para representar a la Isla en el Concurso Miss Universo 1977 en Santo Domingo, República Dominicana. 
Durante el concurso de Miss Universo de belleza Miss TT fue muy popular, pero no era la favorita para el título. Miss Austria, Eva María Duringer, fue una gran favorita hasta el último segundo. Ella parece Farrah Fawcett, actriz conocida por su papel en Los ángeles de Charly  en los años 1970. Otras fueron Miss Colombia, Aura María Mojica, una chica exótica de Cali, y Miss Nicaragua, Beatriz Obregón Lacayo, una espectacular Barbie Americana de Managua. Pero no figuró como favorita pues no hablaba muy bien el Inglés. 
Miss Trinidad y Tobago fue elegida Miss Fotogenia 4 días antes de la final. Ella fue la segunda mujer en negro en ganar el premio en la historia de Miss Universo. El 16 de julio, en el Teatro Nacional de Santo Domingo, Janelle Commissiong fue impresionante en la semifinal y final. Fue un día muy bueno para ella. Miss Austria no mostró el mismo talento en comparación con la señorita TT. Minutos después Janelle Commissiong estaba llena de Miss Universo. 
Miss Trinidad y Tobago, atrajo la atención internacional en 1977 porque estaba llena de gente como el primer negro en la cronología de Miss Universo. Al final de la transmisión, vía satélite, la Trinidad celebra el triunfo de Janelle Commissiong. En Puerto España se formó un carnaval. Todos los periódicos tenían la misma historia. El New York Times dijo que "Miss Universo 1977 fue una bomba de negro". Ciertamente, el mundo no tenía una Miss Universo negra hasta 1977. 
Había 12 jueces: Oscar de la Renta (diseñador Dominicana), Dionne Warwick (cantante), Gordon Parks (fotógrafo americano), Roberto Cavalli (diseñador de Italia), Marisol Malaret (ex Miss Universo), Wihelmina (diseñador de los Países Bajos ) y otras personalidades. Cuando Janelle estaba llena como Miss Universo, Dionne Warwick dijo: "Me sentí como si me hubiera ganado". 
Después de su reinado, tuvo una entrevista con Joaquín Balaguer, Presidente de la República Dominicana (un fan de Miss Universo) en el Palacio Nacional. Como Miss Universo, visitó muchas naciones en todo el mundo: desde Islandia, Argentina, Hong Kong, Perú, Puerto Rico a los Estados Unidos. 
En 1978, Jane se fue a Chile, donde fue juez especial en el "Miss Playas de América del Sur". Durante su reinado, había sido una defensora de los derechos de los negros y la paz mundial. Recibió la Cruz de la Trinidad, la condecoración más preciada del país, en 1977. También se emitieron tres sellos postales en su honor.
Como Roberto Clemente, María Eugenia Charles, Marlene Ottey, Billy Ocean y Tim Duncan, Ella es un icono en el Caribe ... 
Fue nombrada presidenta de la Compañía de Gestión de Destinos Turísticos de Trinidad en octubre de 2017. De 2012 a 2015, se desempeñó como vicepresidenta de su agencia predecesora, la Compañía de Desarrollo de Turismo.
Se casó con Brian Bowen, fundador de Bowen Marine, quien murió en un accidente en noviembre de 1989. Después de su muerte, se casó con el empresario Alwin Chow. Estudió en la escuela secundaria Bishop Anstey.

## Miss Universo
Conquistó la corona de Miss Universo en el 1977 un año después de regresar de Estados Unidos, en Santo Domingo donde además fue reconocida como Miss Fotogénica.